# Megalosphecia gigantipes
Megalosphecia gigantipes là một loài bướm đêm thuộc họ Sesiidae. Nó được tìm thấy ở Cameroon.